# Roxanna Panufnik
Roxanna Panufnik (Londen, 24 april 1968) is een Britse componist van eigentijdse klassieke muziek. Zij is vooral bekend geworden door haar koorwerken, die elementen uit verschillende muzikale tradities met elkaar verbinden. Ze heeft een uitgebreid en divers oeuvre bestaande uit opera, balletmuziek, koorwerken, kamermuziek, orkestraal werk en filmmuziek, dat wereldwijd door orkesten wordt uitgevoerd.

## Biografie
Roxanna Panufnik is de dochter van de Pools-Britse componist sir Andrzej Panufnik (1914-91) en de auteur en fotograaf Camilla Jessel (1937). Haar vader ontvluchtte Polen in 1954 en vestigde zich in het Verenigd Koninkrijk. Panufnik groeide op in een artistiek milieu en maakte als driejarige haar eerste ‘compositie’. Een requiem dat ze schreef toen ze 16 was, werd uitgevoerd in Chichester Cathedral.
Zij studeerde compositie en harp aan de Royal Academy of Music bij Paul Patterson, Melanie Daiken en Hans Werner Henze. Zij werkte drie jaar voor de BBC als onderzoeker. Daarna studeerde ze filmmuziek aan de National Film and Television School in Beaconsfield. Ze vond het lastig om haar muziek ondergeschikt te maken aan beeld, en de eisen van de regisseur.
Haar vader wekte haar interesse voor volksmuziek, in eerste instantie uit Polen maar al snel ook uit andere delen van de wereld. Zij verwerkte die invloeden voor het eerst in haar compositie Westminster Mass (1997), een combinatie van een missa brevis en Psalm 63 (‘Deus, Deus meus’). Dit werk vestigde haar reputatie als componist voor koormuziek.
Veel van Panufniks werk is vocaal, maar ze heeft ook instrumentaal werk geschreven, b.v. het vioolconcert Four World Seasons (2012), geschreven voor de violiste Tamsin Little. In dit werk combineert ze Albaanse, Tibetaanse, Japanse en Indiase muzikale elementen. Zij ziet het als haar missie om door haar werk de hechte banden tussen de verschillende wereldgodsdiensten zichtbaar te maken. Dit bracht ze voor het eerst tot uiting in het vioolconcert Abraham (2004), waarin ze christelijke, islamitische en joodse geestelijke gezangen verwerkte. Haar eerste opera Silver Birch (2017) werd door critici en publiek goed ontvangen.
Panufnik heeft een uitgebreid en divers oeuvre: opera, balletmuziek, koorwerken, kamermuziek, orkestraal werk en filmmuziek. Haar werk wordt wereldwijd door orkesten uitgevoerd. In opdracht van AVROTROS schreef ze Songs of Love & Friendship (2020), voor twee koren en solo viool, op tekst van Belle van Zuylen. Voor de kroning van koning Charles III (2023) componeerde ze in opdracht van de koning een Sanctus. Zij is als componist verbonden aan de London Mozart Players en Voces8.
In 2021 kende de Poolse regering haar de Gloria Artis bronzen medaille voor verdiensten voor cultuur toe. In 2024 kreeg ze een Ivor Novello Award voor haar hele oeuvre.

## Externe bronnen
- Volledig overzicht van het werk van Roxanna Panufnik op haar website